# Herbert W. König
Herbert Wilhelm König  (* 26. Mai 1908 in Neufeld an der Leitha, Burgenland; † 20. Februar 1985) war ein österreichischer Physiker und Elektroingenieur und Professor für Hochfrequenztechnik an der TU Wien. Er war ein Pionier der Mikrowellentechnik und des Lasers in Österreich.
König ging in Wien auf das Gymnasium und studierte ab 1927 Physik und Mathematik an der Universität Wien. 1932 wurde er bei Hans Thirring promoviert (Über die Elektronenemission von Oxydkathoden). Ab 1933 war er Entwicklungsingenieur bei Siemens & Halske in Berlin und wurde dort Gruppenleiter im Labor für Mikrowellen. 1943 wurde er bei Siemens in Wien Leiter des Labors für Elektronenröhren und der Fertigung von Elektronenröhren. Nach der Habilitation an der TU Wien (Das Verhalten von Elektronenströmungen im elektrischen Längsfeld) wurde er dort 1944 Privatdozent und 1949 ordentlicher Professor für Fernmeldetechnik (Hochfrequenztechnik). Nach der Emeritierung 1978 wohnte er in Rossatz-Arnsdorf.
Er wurde international bekannt durch seine unabhängig von Frederick B. Llewellyn und L. C. Peterson von den Bell Laboratories (Bell-Peterson-Gleichungen, 1944) entwickelte Laufzeittheorie der Elektronenröhren, die er in seiner Habilitation entwickelte. Er untersuchte auch das Rauschen in Mikrowellenröhren und deren Energiebilanz. 1962 wandte er sich nach der Erfindung des Lasers der Lasertechnik zu und war damit in Österreich ein Pionier. Der erste Laser Österreichs war an seinem Institut. Er selbst entwickelte unter anderem ein Laser-Radar-System zur Regulierung des Abstands bei Eisenbahnen.
1968 wurde er wirkliches Mitglied der Österreichischen Akademie der Wissenschaften und erhielt 1968 den Technikpreis der Wiener Wirtschaft. 1972 erhielt er den VDE-Ehrenring. 1976 erhielt er den Erwin Schrödinger-Preis. Er war Träger des Großen Silbernen Ehrenzeichens für Verdienste um die Republik Österreich und erhielt 1981 die Johann Joseph Ritter von Prechtl-Medaille.

## Schriften
- Laufzeittheorie der Elektronenröhren, 2 Bände, Springer, Wien 1948